# Witold Ramotowski
Witold Wacław Ramotowski (ur. 9 kwietnia 1926 w Czuraju, zm. 31 maja 2019 w Nowej Woli) – polski lekarz, ortopeda, profesor nauk medycznych, ordynator Oddziału Ortopedii Centralnego Szpitala MSW w Warszawie, nauczyciel akademicki Wydziału Lekarskiego Uniwersytetu Warszawskiego i Akademii Medycznej w Warszawie.

## Życiorys
Syn Henryka i Jadwigi. Podjął studia medyczne na Wydziale Lekarskim Uniwersytetu Warszawskiego. W 1948 rozpoczął pracę w Zakładzie Anatomii Prawidłowej na tym wydziale. W 1952 ukończył studia lekarskie w Akademii Medycznej w Warszawie (utworzonej w miejsce zlikwidowanego Wydziału Lekarskiego UW). W 1956 przeszedł do pracy w Klinice Ortopedii macierzystej uczelni i pracował tam do 1971. W 1963 uzyskał stopień naukowy doktora, w 1971 stopień doktora habilitowanego. Od 1971 pracował w Centralnym Szpitalu Klinicznym MSW w Warszawie, gdzie był ordynatorem Oddziału Ortopedycznego. W 1983 nadano mu tytuł naukowy profesora nauk medycznych.
Uczeń prof. Adama Grucy.
W PRL był odznaczony Krzyżem Kawalerskim Orderu Odrodzenia Polski.
Zmarł 31 maja 2019. Został pochowany 11 czerwca 2019 na Komunalnym Cmentarzu Południowym w Warszawie.

## Wybrane publikacje
- Stabilizatory płytkowe Zespol i Polfix: budowa, biomechanika, wskazania, technika operacyjna, wyniki (1998)
- Podstawy operacyjnego leczenia złamań (współautor: Artur Dziak)
- Osteosynteza metodą Zespol: teoria i praktyka kliniczna (współautorzy: Robert Granowski, Janusz Bielawski, 1988)
- Anatomia i fizjologia człowieka (współautor: Aleksander Michajlik)
- Leczenie powikłań zrostu kostnego (red. nauk., 1984)[2]